# Andreas Lindenlaub
Andreas Lindenlaub (* 21. Februar 1949 in Reichenbach im Vogtland) ist ein deutscher Politiker (DSU) und ehemaliger Abgeordneter der Volkskammer der DDR.

## Biographie
Andreas Lindenlaub besuchte 1955 bis 1968 die Grundschule und Erweiterte Oberschule und legte das Abitur mit Berufsausbildung als Maschinenschlosser ab. 1969 bis 1972 studierte er wissenschaftlichen Gerätebau und Papiertechnologie und 1976 bis 1981 Verkehrs- und Verkehrsanlagentechnik. Das Studium schloss er als Verkehrsingenieur ab.
1972 bis 1987 arbeitete er als Bau- und Einsatzleiter, 1987 bis 1989 als Abteilungsleiter und seit 1991 als Inhaber eines Ingenieurbüros und Mitinhaber einer Bauträgergesellschaft in Neumark/Sachsen.
Andreas Lindenlaub ist evangelischen Glaubens, verheiratet und hat zwei Kinder.

## Politik
1989, während der Wende in der DDR schloss sich Andreas Lindenlaub der DSU an. Bei der ersten freien Volkskammerwahl 1990 wurde er im Wahlkreis 08 (Karl-Marx-Stadt) in die Volkskammer gewählt. In der Volkskammer war er Vorsitzender des Verkehrsausschusses. Kommunalpolitisch war Lindenlaub von 1990 bis 1994 im Gemeinderat Neumark tätig.